# 李舜弦
李舜弦（约900年—926年），又作李舜絃，亦稱李舜弦夫人，是出身四川梓州的波斯裔文學家與畫家，前蜀皇帝王衍的昭儀。

## 生平
李舜弦出生於梓州，位於今四川省三台縣境內。因姿容美豔，獲前蜀皇帝王衍封為昭儀。她有兩名兄長李珣和李玹，二人均在藥材醫學方面有很高造詣，前者亦擅詩詞。她在郭崇韜征伐前蜀後，跟隨郭崇韜一起生活。
她有短詩作品《隨駕遊青城》、《蜀宮應制》、《釣魚不得》等。 據楊慎稱，詞作《鴛鴦瓦上忽然聲》也是她的作品，但誤入花蕊夫人宮詞。夏文彥在《圖繪寶鑑》中稱她是墨竹畫的先驅。

## 宗教背景
李氏家族的宗教信仰有三種說法，祆教、景教或者道教。李舜弦的一闋詞中有描述一種祆神維施帕卡使用的武器。黎國韜認為李氏兄妹信奉祆教，並因此影響前蜀皇帝王衍奉教。羅香林認為李氏家族信奉景教，因為大多數景教教士在藥材醫學方面造詣很高，他們通常一邊傳教一邊行醫。不過李珣也留有兩闋《女冠子》描繪女道士的節操，並在《海藥本草》中記述了很多和道教煉丹術（類似西方鍊金術）有關的藥材。陳明在學術論文中稱他更傾向於羅香林的觀點，認為李氏兄妹很可能是受了道教影響的景教徒。

## 另見
- 川主與祆教的關聯

## 外部連結
李舜弦收錄於維基文庫中的作品